# Pararge
Genre
Le genre Pararge regroupe des lépidoptères (papillons) de la famille des Nymphalidae et de la sous-famille des Satyrinae.

## Dénomination
Le nom Pararge leur a été donné par Jakob Hübner en 1819.

## Liste des espèces
- Pararge aegeria (Linnaeus, 1758) — Tircis.
  - Pararge aegeria aegeria en Afrique du Nord et dans le sud de l'Europe.
  - Pararge aegeria tircis (Godart, 1821) du centre et sud de l'Europe jusqu'au centre de l'Asie.
- Pararge xiphia (Fabricius, 1775)  — Tircis madérois présent à Madère
- Pararge xiphioides (Staudingeri, 1871) — Tircis canarien.

### Source
- (en) funet